# Čtyřvektor
Čtyřvektor je analogie pojmu vektor používaná v teorii relativity. Prostor a čas podle ní tvoří jediný celek, čtyřrozměrný časoprostor. Každá vektorová veličina (trojice reálných hodnot) je přirozeně spojena s další číselnou veličinou, které říkáme časová složka čtyřvektoru tak, aby byl výsledný objekt nezávislý na vztažné soustavě.
Formálněji je čtyřvektor prvek čtyřrozměrného reálného vektorového prostoru, tzv. Minkowského prostoru (který je ve speciální teorii relativity totožný s časoprostorem). Složky čtyřvektoru se při Lorentzových transformacích, rotacích a translacích, tedy při přechodu z jedné (zcela obecné) inerciální vztažné soustavy do jiné, transformují jako vektory. Tyto transformace tvoří uzavřenou spojitou grupu, tzv. Poincarého grupu.
Čtyřvektory hrají roli v popisu fyzikálních veličin nezávislých na vztažné soustavě i v obecně křivém prostoročasu, který využívá obecná teorie relativity. Zde Minkowského prostor hraje roli tečného (vektorového) prostoru. Všechny zákony, které musí být nezávislé na vztažné soustavě, je potřeba formulovat pomocí rovnic mezi čtyřvektory, nebo čtyřtenzory. Tomuto požadavku se říká princip obecné kovariance.

## Značení
Čtyřvektor značíme zápisem jeho souřadnic {\displaystyle a^{\mu }=\left(a^{t},a^{x},a^{y},a^{z}\right)}, resp. {\displaystyle a_{\mu }=\left(a_{t},a_{x},a_{y},a_{z}\right)}, přičemž {\displaystyle a_{t}=-a^{t},a_{x}=a^{x},a_{y}=a^{y},a_{z}=a^{z}} (v inerciální soustavě, za předpokladu ortonormální prostorové baze). Při zápisu čtyřvektorů je totiž nutné rozlišovat mezi kovariantními a kontravariantními složkami vektorů, ty po řadě značíme řeckým indexem dole, resp. nahoře. Přitom bývá zvykem užívat tzv. Einsteinovu sumační konvenci, tedy že pokud jsou v nějakém výrazu dva stejné indexy proti sobě, pak se sčítá přes všechny možné hodnoty, které mohou nabývat. Díky metrice Minkowského prostoru se u časových složek čtyřvektorů při změně polohy indexů změní znaménko. (viz příklad výše) Zvedání a snižování dolních a horních indexů se děje podle pravidla {\displaystyle a_{\mu }=\eta _{\mu \nu }a^{\nu }} a {\displaystyle \textstyle a^{\mu }=\eta ^{\mu \nu }a_{\nu }}, kde {\displaystyle \eta } je Minkowského metrika, která má v „inerciálních a ortonormálních“ souřadnicích vyjádření {\displaystyle \textstyle \eta _{\mu \nu }=\eta ^{\mu \nu }=\mathrm {diag} (-1,1,1,1)}.
V článku rovněž užíváme běžné prostorové vektory, které značíme jako {\displaystyle \mathbf {a} }, nebo, zapsáno ve složkách, {\displaystyle a^{i}=(a_{x},a_{y},a_{z})}. Protože (troj)vektory z klasické fyziky se vůči Lorentzově transformaci netransformují jako vektory, není potřeba polohu jejich indexu rozlišovat a píšeme jej vždy dole.
Ve vzorcích vystupuje rychlost světla ve vakuu c = 299 792 458 m/s, což vyjadřuje odlišné měřítko na časové ose. Z hlediska teorie relativity je ale přirozené měřit čas ve stejných jednotkách jako vzdálenost. Někdy se proto volí takové jednotky, aby bylo {\displaystyle c=1}, například můžeme měřit délku ve světelných sekundách. Tím konstanta zmizí, výpočty se zjednoduší a na fyzikálních závěrech se nic nezmění. Vizte též článek Přirozená soustava jednotek.

## Transformace čtyřvektorů
Popíšeme-li stejnou fyzikální situaci v jiné inerciální vztažné soustavě {\displaystyle S'}, která se vůči původní soustavě {\displaystyle S} pohybuje rychlostí {\displaystyle v} podél osy {\displaystyle x}, projdou místa a časy událostí Lorentzovou transformací.
{\displaystyle t'=\gamma (t-vx/c^{2})}
{\displaystyle x'=\gamma (x-vt)}
{\displaystyle y'=y}
{\displaystyle z'=z}
Vidíme, že časová složka a prostorová složka ve směru pohybu se „promíchají“, což je důvod, proč se v teorii relativity zavádí časoprostor a čtyřvektory. Stejným způsobem se vedle událostí změní i souřadnice všech ostatních čtyřvektorů, například elektrické pole se promíchá s magnetickým. Matematicky jde o lineární transformaci, která odpovídá násobení čtyřvektoru Lorentzovou maticí {\displaystyle \Lambda }:
{\displaystyle {a^{\mu }}\rightarrow {a'^{\mu }}=\Lambda _{\nu }^{\mu }{a^{\nu }}\,.}
Rozepsáním do složek dostaneme
{\displaystyle {\begin{pmatrix}a_{t}'\\a_{x}'\\a_{y}'\\a_{z}'\\\end{pmatrix}}={\begin{pmatrix}\gamma &-\gamma \beta &0&0\\-\gamma \beta &\gamma &0&0\\0&0&1&0\\0&0&0&1\\\end{pmatrix}}{\begin{pmatrix}a_{t}\\a_{x}\\a_{y}\\a_{z}\\\end{pmatrix}}\,,}
kde {\displaystyle \textstyle \gamma =1/{\sqrt {1-\beta ^{2}}}} je Lorentzův faktor a {\displaystyle \beta =v/c} je bezrozměrná rychlost. Matice {\displaystyle \Lambda } je unitární a její determinant je roven 1. To znamená, že Lorentzovu transformaci si můžeme představit jako rotaci v prostoru čtyřvektorů
{\displaystyle \eta _{\mu \nu }\Lambda _{\rho }^{\mu }\Lambda _{\kappa }^{\nu }=\eta _{\rho \kappa }}
nebo {\displaystyle \Lambda ^{T}\eta \Lambda =\eta }.
„Úhel“ této rotace se nazývá rapidita. Matematicky se množina všech takových rotací značí {\displaystyle SO(3,1)} – Lorentzova grupa.

## Skalární součin
V definici skalárního součinu je patrný rozdíl mezi čtyřvektory a obyčejnými čtyřsložkovými vektory. U časové složky je opačné znaménko než u prostorových složek. Pro dva čtyřvektory {\displaystyle a^{\mu }} a {\displaystyle b^{\mu }} se skalární součin zavádí vztahem
{\displaystyle a_{\mu }b^{\mu }=\eta _{\mu \nu }a^{\mu }b^{\nu }==-a_{t}b_{t}+a_{x}b_{x}+a_{y}b_{y}+a_{z}b_{z}\,.}
Někdy se používá opačná konvence, že znaménka minus se píší k prostorovým složkám a plus k časovým, vizte například Feynmanovy přednášky. Formálně je to správně a fyzikálně se nic nezmění, ale přináší to určité problémy. Například níže uvedené čtyřvektorové operátory by nebyly prostým rozšířením vektorových operátorů o jednu dimenzi. Nicméně v obou konvencích je skalární součin invariantní vůči Lorentzově transformaci, takže jeho hodnota nezávisí na volbě vztažné soustavy.
{\displaystyle {a^{\mu }}'{b_{\mu }}'=a^{\mu }b_{\mu }}
Stejně jako u vektorů, skalární součin čtyřvektoru se sebou samým dává druhou mocninu jeho velikosti. Ta nezávisí na volbě vztažné soustavy.
{\displaystyle \|a^{\mu }\|^{2}=\eta _{\mu \nu }a^{\mu }a^{\nu }=a^{\mu }a_{\mu }=-a_{t}^{2}+a_{x}^{2}+a_{y}^{2}+a_{z}^{2}}
Říkáme, že tento skalární součin generuje Minkowského metriku, tedy způsob měření vzdáleností v Minkowského prostoru.

## Klasifikace čtyřvektorů
Podle znaménka skalárního součinu čtyřvektoru se sebou samým dělíme čtyřvektory do tří skupin. Je-li skalární součin záporný, nazýváme vektor časupodobný a míří do budoucnosti, nebo do minulosti. Je-li skalární součin nulový, nazýváme čtyřvektor světlupodobný a je-li skalární součin kladný, čtyřvektor nazýváme prostorupodobný.

## Důležité čtyřvektory

### Událost
Událost je bod v prostoročase. Popisuje tedy místo {\displaystyle \mathbf {x} =(x,y,z)} a časový okamžik {\displaystyle t}.
{\displaystyle x^{\mu }=(ct,\mathbf {x} )=(ct,x,y,z)}
Množina událostí vztahujících se k jednomu objektu je jeho světočára.

### Čtyřrychlost
Jde o derivaci čtyřvektoru {\displaystyle x^{\mu }} podle vlastního času tělesa, který nezávisí na volbě vztažné soustavy. Je analogií vektoru rychlosti, na časové ose má rychlost světla. Ovšem aby se transformovala jako čtyřvektor, je třeba ji vynásobit Lorentzovým faktorem {\displaystyle \textstyle \gamma =1/{\sqrt {1-v^{2}/c^{2}}}}. Důvodem je přepočet mezi vlastním časem tělesa a časem ve zvolené vztažné soustavě, tedy dilatace času.
Fyzikální význam časové složky je „rychlost cestování v čase“, tedy kolik sekund uplyne pozorovateli na jeho hodinách, když na hodinách rakety uplyne jedna sekunda (čas je ve skutečnosti měřen v jednotkách c). Vyskytujeli-se např. u časové složky čtyřrychlosti 3c, stárne kosmonaut na lodi třikrát pomaleji.
Prostorová složka udává vzdálenost, kterou loď uletí, když na hodninách v kosmické lidi uplyne jedna sekunda. Tato hodnota může být i větší než rychlost světla, dokonce libovolně velká. Tato skutečnost umožňuje za lidský život doletět i k hvězdě vzdálené např. 300 světelných let.
{\displaystyle U^{\mu }={\mathrm {d} x^{\mu } \over \mathrm {d} \tau }=(\gamma c,\gamma \mathbf {v} )=(\gamma c,\gamma v_{x},\gamma v_{y},\gamma v_{z})}

### Čtyřhybnost
Čtyřhybnost (někdy též čtyřimpuls) je čtyřvektor spojující energii {\displaystyle E} a hybnost (impuls) {\displaystyle \mathbf {p} =(p_{x},p_{y},p_{z})}.
{\displaystyle P^{\mu }=(E/c,\mathbf {p} )=(E/c,p_{x},p_{y},p_{z})}
Lze ji zapsat také jako {\displaystyle p^{\mu }=m_{0}u^{\mu }}, kde {\displaystyle m_{0}} je klidová hmotnost (nezávislá na volbě vztažné soustavy) a {\displaystyle u^{\mu }} je čtyřrychlost.
Pro velikost čtyřhybnosti platí
{\displaystyle \|P^{\mu }\|=P^{\mu }P_{\mu }=-m_{0}^{2}c^{2}\,}

### Čtyřpotenciál elektromagnetického pole
Čtyřpotenciál spojuje vektorový potenciál magnetického pole {\displaystyle \mathbf {A} } a skalární potenciál {\displaystyle \varphi } související s elektrickým polem.
{\displaystyle A^{\mu }=(\varphi /c,\mathbf {A} )=(\varphi /c,A_{x},A_{y},A_{z})}
Vektorová pole magnetické indukce {\displaystyle \mathbf {B} } a intenzity elektrického pole {\displaystyle \mathbf {E} } lze spočítat z potenciálů.
{\displaystyle \mathbf {B} =\nabla \times \mathbf {A} ;\quad \mathbf {E} =-\nabla \varphi -{\partial \mathbf {A}  \over \partial t}}

### Čtyřproud
Čtyřproud vyjadřuje proudění elektrického náboje pomocí objemové hustoty elektrických proudů {\displaystyle \mathbf {j} } a hustoty elektrických nábojů {\displaystyle \rho }.
{\displaystyle J^{\mu }=(c\rho ,\mathbf {j} )=(c\rho ,j_{x},j_{y},j_{z})}
Zcela analogicky lze popsat i proudění jiných veličin.

### Vlnový čtyřvektor
Popisuje změny fáze vlnění. Úhlová frekvence {\displaystyle \omega } vyjadřuje změnu fáze s časem, vlnový vektor {\displaystyle \mathbf {k} } popisuje změny fáze s prostorovými souřadnicemi.
{\displaystyle K^{\mu }=(\omega /c,\mathbf {k} )=(\omega /c,k_{x},k_{y},k_{z})}
Vizte též články Fázová rychlost, Grupová rychlost, Vlnová rovnice.

### Zajímavé hodnoty
- Kvadrát čtyřhybnosti se nemění, a až na faktor {\displaystyle c} odpovídá klidové hmotnosti tělesa.

{\displaystyle -||P^{\mu }||^{2}=-P^{\mu }P_{\mu }=E^{2}/c^{2}-p^{2}=m_{0}^{2}c^{2}}
nebo
{\displaystyle E=\pm c{\sqrt {p^{2}+m_{0}^{2}c^{2}}}}
- Kvadrát čtyřrychlosti je pro všechny objekty konstantní: {\displaystyle -|u|^{2}=c^{2}\,.} V tomto smyslu lze říci, že všechny objekty se časoprostorem pohybují stejnou rychlostí {\displaystyle c}. Tělesa v klidu se pohybují touto rychlostí pouze po časové ose, necestují prostorem. Rychle letícímu tělesu ubíhá vlastní čas pomaleji. Fotonům při rychlosti {\displaystyle c} neběží vlastní čas vůbec.
- interval neboli „časoprostorová vzdálenost“ dvou událostí se spočte jako velikost rozdílu čtyřvektorů.
{\displaystyle \eta _{\mu \nu }(x^{\mu }-y^{\mu })(x^{\nu }-y^{\nu })=-c^{2}(t_{x}-t_{y})^{2}+(x^{1}-y^{1})^{2}+(x^{2}-y^{2})^{2}+(x^{3}-y^{3})^{2}}
- Skalární součin {\displaystyle K^{\mu }x_{\mu }=-\omega t+\mathbf {k} \cdot \mathbf {x} } je fáze vlnění.
- Skalární součin {\displaystyle J^{\mu }A_{\mu }=\rho \varphi -\mathbf {j} \cdot \mathbf {A} } je hustota interakční energie nabitých částic při pohybu v elektromagnetickém poli.

## Čtyřvektorové operátory
Také vektorový diferenciální operátor {\displaystyle \nabla } (nabla) má přímou analogii, která má všechny vlastnosti čtyřvektorů.
{\displaystyle \nabla _{\mu }=\partial _{\mu }={\frac {\partial }{\partial x^{\mu }}}=\left({1 \over c}{\partial  \over \partial t},\mathbf {\nabla } \right)=\left({1 \over c}{\partial  \over \partial t},{\partial  \over \partial x},{\partial  \over \partial y},{\partial  \over \partial z}\right)}
Čtyřvektorové operace analogické ke gradientu a divergenci lze pomocí {\displaystyle \nabla _{\mu }} zapsat jako:
{\displaystyle \left(\mathrm {grad} \;\varphi \right)_{\mu }=\nabla _{\mu }\varphi ={\frac {\partial \varphi }{\partial x^{\mu }}}=\left({1 \over c}{\partial \varphi  \over \partial t},\nabla \varphi \right)=\left({1 \over c}{\partial \varphi  \over \partial t},{\partial \varphi  \over \partial x},{\partial \varphi  \over \partial y},{\partial \varphi  \over \partial z}\right)\,,}
{\displaystyle \mathrm {div} _{\mu }\;a^{\mu }=\nabla _{\mu }a^{\mu }={1 \over c}{\partial a_{t} \over \partial t}+\nabla \cdot \mathbf {a} ={1 \over c}{\partial a_{t} \over \partial t}+{\partial a_{x} \over \partial x}+{\partial a_{y} \over \partial y}+{\partial a_{z} \over \partial z}\,.}
Pomocí čtyřdivergence a čtyřproudu lze stručně zapsat například zákon zachování elektrického náboje (rovnici kontinuity pro elektrický proud):
{\displaystyle \nabla _{\mu }J^{\mu }=0\,.}
Jako analogie Laplaceova operátoru (skalární součin dvou nabla) se zavádí také d'Alembertův operátor {\displaystyle \square }:
{\displaystyle \square =\nabla ^{\mu }\nabla _{\mu }=\eta ^{\mu \nu }\partial _{\mu }\partial _{\nu }=-{1 \over c^{2}}{\partial ^{2} \over \partial t^{2}}+\mathbf {\nabla } ^{2}\,.}
Protože jde o skalární součin čtyřvektorových operátorů, chová se tento operátor jako skalár invariantní vůči změně vztažné soustavy. Pomocí něj lze úsporně zapsat například vlnovou rovnici
{\displaystyle \square \psi =0\,.}
Po zavedení čtyřpotenciálu lze také Lorenzovu podmínku vyjádřit stručně jako {\displaystyle \nabla _{\nu }A^{\nu }=0} a všechny Maxwellovy rovnice pro elektromagnetické pole lze shrnout do jediné čtyřvektorové rovnice
{\displaystyle \square A^{\nu }=-{\mu J^{\nu }}\,.}
(Konstanta {\displaystyle \mu } je permeabilita prostředí.) Na obou stranách rovnice jsou čtyřvektory, takže rovnice se nezmění při Lorentzově transformaci. To znamená, že Maxwellova teorie je evidentně správná z hlediska teorie relativity. Také přímo vidíme, že ve vakuu, kde nejsou volné náboje a proudy, je na pravé straně nula a elektromagnetické pole tedy musí splňovat vlnovou rovnici. To odpovídá šíření elektromagnetických vln (světla, rádiových vln apod.).